# Torneo Metropolitano 2009 (Uruguay)
El Torneo Metropolitano 2009 fue la competencia organizada por la FUBB que inició el 17 de abril de 2010 y culminó el 14 de agosto del mismo año.
El torneo que nuclea a los equipos de la Segunda División del básquetbol uruguayo, tuvo como resultado final el ascenso a la Primera División de Montevideo (Campeón del torneo) y Welcome (Vicecampeón), además de los descensos a Tercera de Goes (El cual se encontraba con la afiliación suspendida) y Urunday Universitario.

## Sistema de disputa
Se jugará una primera fase que consta de dos ruedas en el formato todos contra todos, tras esto los cuatro primeros equipos en la tabla pasaran a jugar una segunda fase, una liguilla a la que llegan con el 50% de sus puntos, y en la cual los dos primeros ascenderán a la LUB. Por otra parte al finalizar la primera fase los últimos dos de la tabla descenderán a la DTA

## Situación del Club Goes
Al comenzar el torneo, el Club Atlético Goes se encontraba con la afiliación suspendida a causa de los incidentes sucedidos con el Club Atlético Aguada en la semifinal del Metro 2008. Debido a esto no pudo presentarse a ninguno de los partidos que le tocaba disputar dándoseles todos como perdidos por una diferencia de 30-0 por lo que desde el comienzo del torneo era sabio que el primer descenso era para el Goes.

## Clubes participantes
| Club           | Posición Temporada Anterior |
| -------------- | --------------------------- |
| 25 de Agosto   | 10º en la temporada regular |
| Capitol        | Vicecampeón de la DTA       |
| Goes           | Semifinalista               |
| Larrañaga      | 9º en la temporada regular  |
| Larre Borges   | 11º en la temporada regular |
| Nacional       | Finalista                   |
| Montevideo     | Campeón de la DTA           |
| Olivol Mundial | 8º en la temporada regular  |
| Urunday        | 6º en la temporada regular  |
| Verdirrojo     | Semifinalista               |
| Welcome        | Descendió de la LUB         |
| Yale           | 7º en la temporada regular  |

## Desarrollo

### Temporada regular
En esta temporada comenzó el 17 de abril y se jugó su última fecha el 31 de julio.
En esta temporada se definió los equipos clasificados para la Liguilla y el equipo que descenderá junto con Goes.
| Posición | Club           | PG | PP |
| -------- | -------------- | -- | -- |
| 1º       | Montevideo     | 20 | 2  |
| 2º       | Larrañaga      | 15 | 7  |
| 3º       | Welcome        | 13 | 9  |
| 4º       | Larre Borges   | 12 | 10 |
| 5º       | 25 de Agosto   | 12 | 10 |
| 6º       | Olivol Mundial | 11 | 11 |
| 7º       | Yale           | 10 | 12 |
| 8º       | Capitol        | 10 | 12 |
| 9º       | Verdirojo      | 10 | 12 |
| 10º      | Nacional       | 10 | 12 |
| 11º      | Urunday        | 9  | 13 |
| 12º      | Goes           | 0  | 22 |

|  | Equipos clasificados a la Liguilla.           |
|  | Desciende a la Divisional Tercera en Ascenso. |

### Liguilla
La liguilla donde se definieron los dos ascensos comenzó el 5 de agosto y terminó con el partido de desempate 15 de agosto. Los equipos participantes de esta liguilla llegan con el 50% de los puntos de la temporada regular.
| Club         | Puntos | PG | PP |
| ------------ | ------ | -- | -- |
| Montevideo   | 25     | 1  | 2  |
| Welcome*     | 23.5   | 3  | 0  |
| Larrañaga    | 23.5   | 2  | 1  |
| Larre Borges | 20     | 0  | 3  |

|  | Equipos que ascienden a la LUB. |

- El ascenso de Welcome se definió en un partido desempate con Larrañaga el cual Welcome ganó 80-67[3]

| Campeón del Torneo Metropolitano 2009 |
| ------------------------------------- |
| Montevideo Ascenso a LUB              |